# A Symphony of Lights
 (novembre 2020).

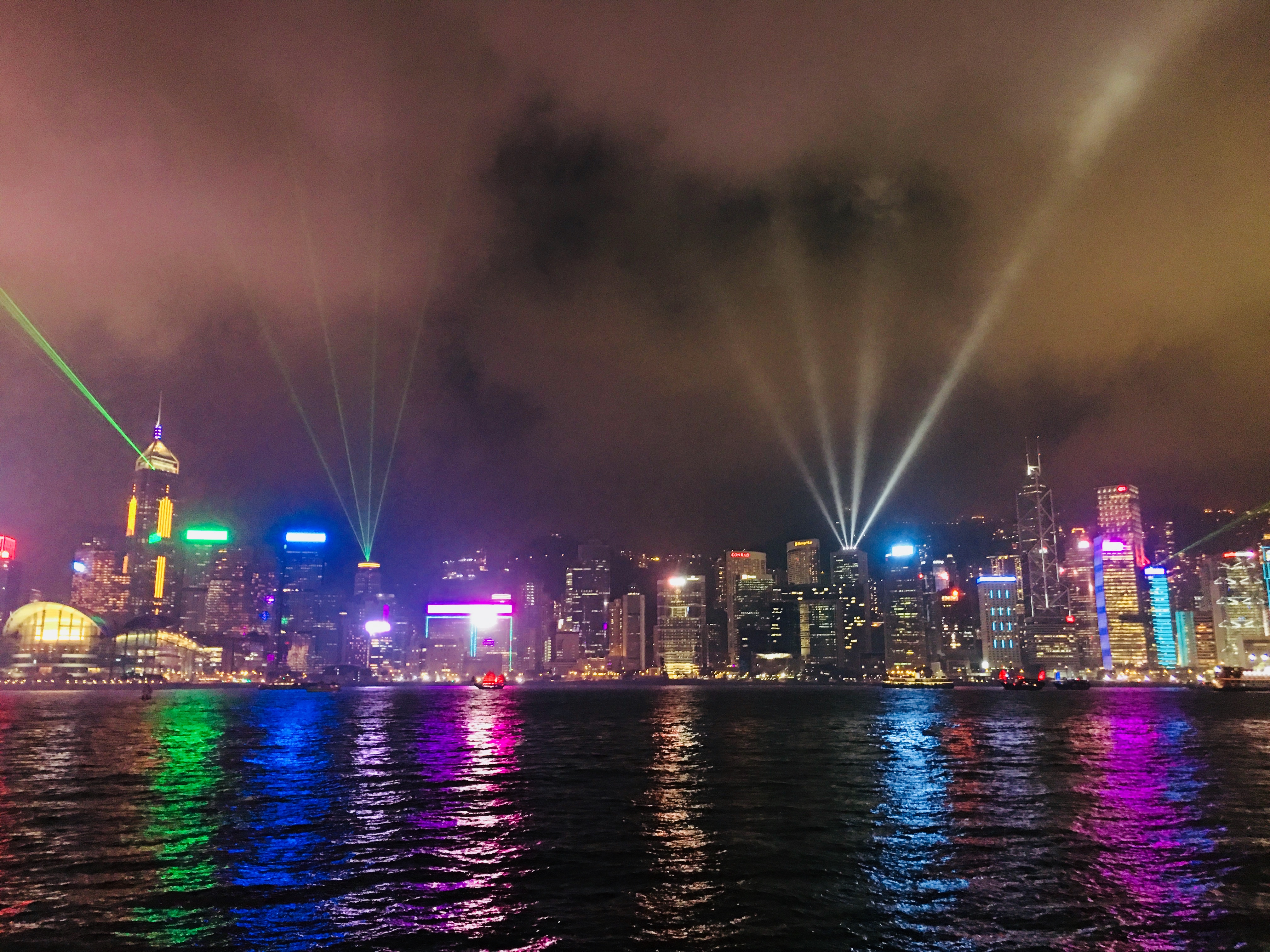

A Symphony of Lights (幻彩詠香江, « Une Symphonie de lumières ») est un spectacle son et lumière quotidien autour de Victoria Harbour à Hong Kong, inauguré le 17 janvier 2004. Avec 42 bâtiments participants en 2017, il est considéré par le Livre Guinness des records comme le plus grand spectacle son et lumière permanent au monde.
Il a lieu chaque soir de 20h00 à 20h14.

## Description
Le spectacle est organisé par l'office de tourisme de Hong Kong (en) et débute tous les soirs de beau temps à 20h00 (heure de Hong Kong (en), UTC+8). Chorégraphie de musique, de lumières, de lasers et de feux d'artifice pyrotechniques, ce spectacle multimédia son et lumière dure environ 14 minutes et a été conçu et est orchestré par LaserVision.
Les meilleurs points de vue sont l'Avenue des Stars sur le front de mer de Tsim Sha Tsui, la promenade du front de mer à côté de la place du Bauhinia d'or à Wan Chai et sur les ferries touristiques (plus précisément ceux de la Star Ferry) qui traversent Victoria Harbour. Sur les deux premiers points de vue, une musique et une narration du spectacle sont diffusées en direct chaque soir. Les lundis, mercredis et vendredis, la narration est en anglais, tandis qu'elle est en mandarin les mardis, jeudis et samedis, et en cantonais les dimanches.
Des feux d'artifice pyrotechniques spéciaux seront ajoutés au spectacle lors d'événements spéciaux comme le Nouvel An chinois ou Noël.
Dans le cas où un signal d'avertissement de cyclone tropical (en) de niveau 3 ou plus ou un signal d'avertissement de tempête (en) rouge ou noir est diffusé par l'observatoire de Hong Kong à 15 h ou pour un jour donné, le spectacle est suspendu pour cette soirée, même si l'avertissement est par la suite annulé avant 20h00. Le spectacle peut également être suspendu en cas d'urgence sans préavis, et aussi pendant les jours de deuil et la nuit de l'Heure de la Terre.

Vue panoramique de nuit sur Victoria Harbour avec le spectacle A Symphony of Lights. De nombreux bâtiments sur cette photo ont également des décorations du Nouvel An chinois sur leurs façades.

## Thèmes

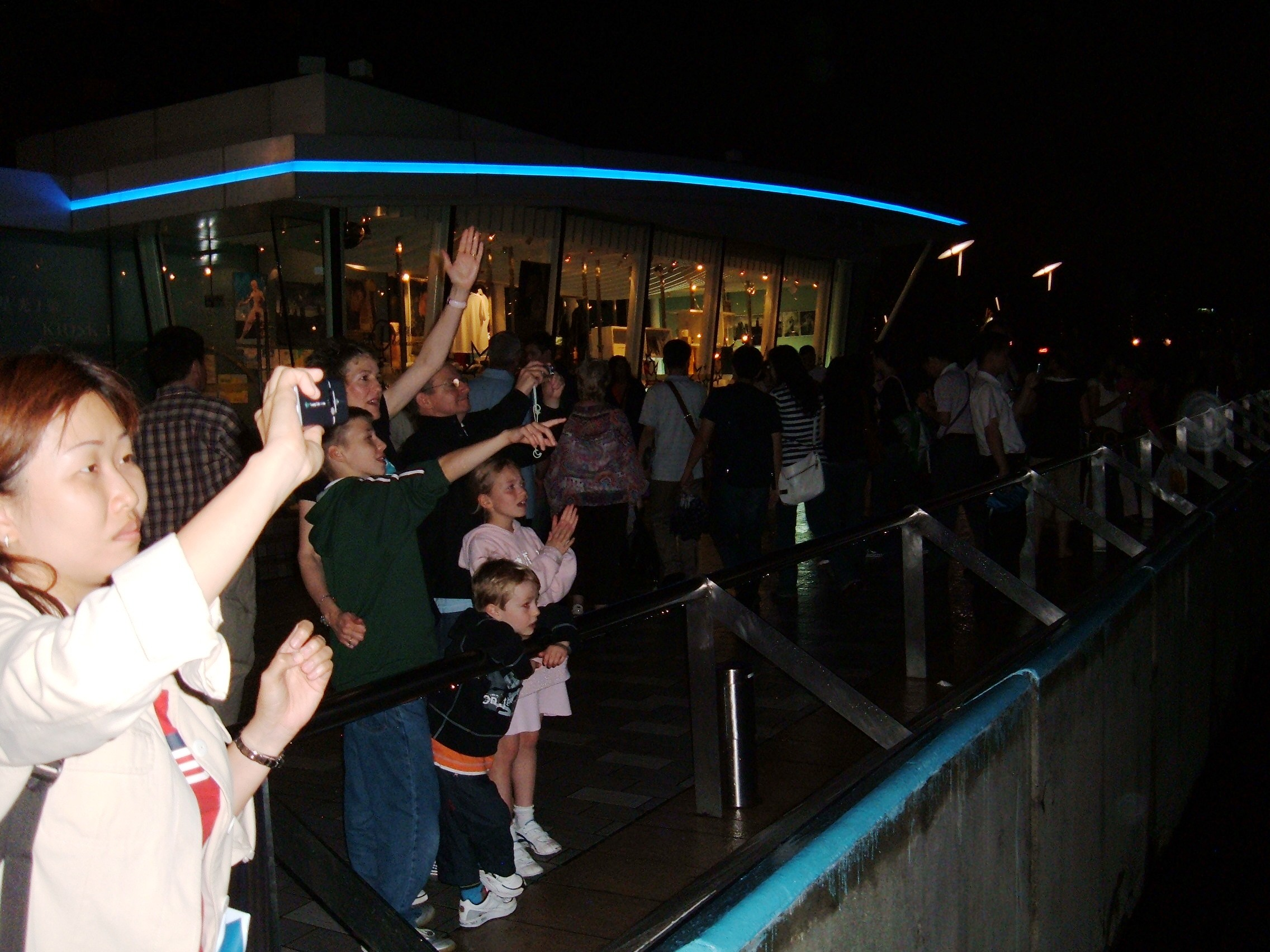
Une foule regardant le spectacle depuis l'Avenue des Stars sur le front de mer de Tsim Sha Tsui.

Le spectacle comprend cinq thèmes majeurs, proposant aux spectateurs un voyage unique célébrant l'énergie, l'esprit et la diversité de Hong Kong:
La première scène Awakening (« Éveil ») commence par des éclairs de laser qui donnent vie à un noyau d'énergie lumineuse qui illumine progressivement les bâtiments participants à l'aide d'un éventail de lumières dansantes et de couleurs arc-en-ciel. Cette scène symbolise la genèse et la croissance de la puissance de Hong Kong.
La deuxième scène Energy (« Énergie ») est représentée par l'affichage de motifs de couleurs croissantes et le balayage énergique des lasers et projecteurs dans le ciel obscure, symbolisant l'énergie vibrante de Hong Kong.
La troisième scène Heritage (« Patrimoine ») affiche les couleurs rouges et or, traditionnellement associées à la chance, sur les bâtiments des deux côtés du port, complétées par l'introduction de musiques utilisant des instruments de musique chinois, symbolisant le patrimoine coloré de Hong Kong et ses riches traditions culturelles.
La quatrième scène Partnership (« Partenariat ») présente un affichage de faisceaux laser et de projecteurs sur le port, représentant une connexion éclairée entre les deux côtés opposés. Les faisceaux s'étendent pour relier symboliquement les deux côtés du port en un partenariat plus grand et unifié.
La dernière, Celebration (« Célébration »), fait ressortir un puissant affichage rythmique de motifs tourbillonnants et kaléidoscopiques de lumières et de faisceaux dansant de façon animée à travers le port. Elle symbolise la célébration de l'étroit partenariat entre les deux côtés du port et représente l'avenir encore meilleur de la ville mondiale d'Asie qu'est Hong Kong.

## Bâtiments participants
Le spectacle comprend 47 bâtiments participants des deux côtés de Victoria Harbour en 2007. Après cette année, il se réduit à 42. Il existe différents types d'effets d'éclairage inclus dans le spectacle, tels que le laser, les projecteurs, les lumières LED, l'éclairage simple et l'éclairage de projection, indiqués par des crochets ci-dessous.

### Première phase

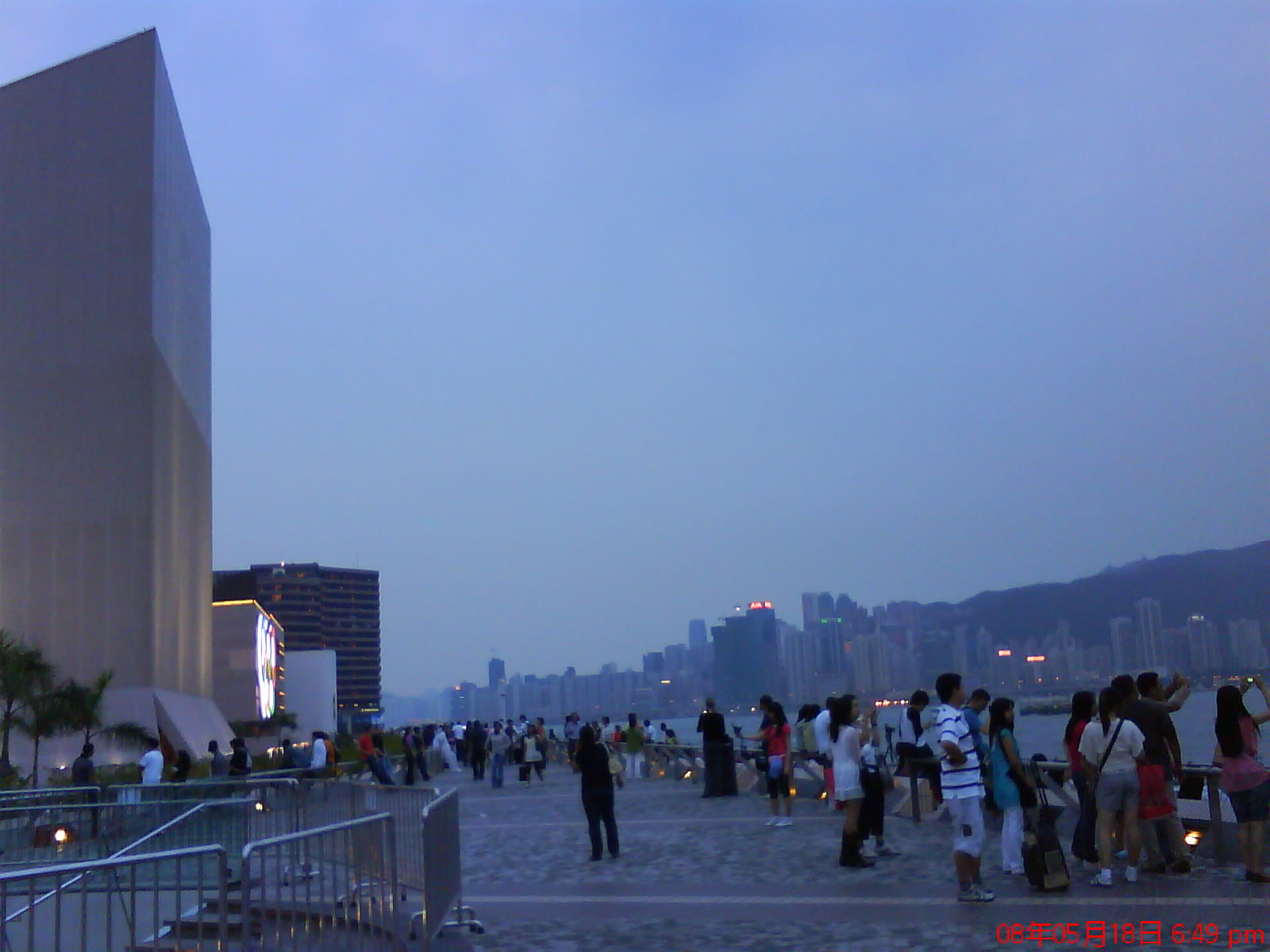
L'un des points de vue de A Symphony of Lights près du centre culturel de Hong Kong à Tsim Sha Tsui. Les touristes attendent pour profiter du spectacle.

Depuis le 17 janvier 2004, A Symphony of Lights sur la côte nord de l'île de Hong Kong (y compris Wan Chai, Admiralty (en) et Central) est présent sur les façades de 18 bâtiments, après avoir été progressivement étendue à 20.
D'est en ouest, les bâtiments inclus sont énumérés ci-dessous (le signe ^ indique que des feux d'artifice sont inclus lors des jours spéciaux) :
1. Sun Hung Kai Centre^ (depuis le 17 janvier 2004) [laser/projecteurs]
2. Central Plaza ^ (depuis le 17 janvier 2004) [laser]
3. Centre des congrès et des expositions de Hong Kong (depuis le 17 janvier 2004) [lumières LED]
4. Hopewell Centre^ (depuis décembre 2004) [lumières LED/laser]
5. Harcourt House (en)^ (depuis le 17 janvier 2004) [lumières LED]
6. Académie des arts du spectacle de Hong Kong (depuis le 17 janvier 2004) [projecteurs/projection/lumières LED]
7. Tour MassMutual (depuis le 17 janvier 2004) [lumières LED]
8. CITIC Tower (depuis le 1er mai 2005) [lumières LED]
9. Bureaux du gouvernement de Queensway (en)^ (depuis le 17 janvier 2004) [projecteurs]
10. Bâtiment des forces de l'Armée populaire de libération à Hong Kong (depuis le 17 janvier 2004) [projecteurs/projection]
11. Tour de la Bank of China (depuis le 17 janvier 2004) [lumières LED/projecteurs]
12. Cheung Kong Center^ (depuis le 17 janvier 2004) [fibre optique]
13. HSBC Main Building^ (depuis le 17 janvier 2004) [lumières LED/projecteurs]
14. Hôtel de ville de Hong Kong (depuis le 17 janvier 2004) [lumières LED]
15. Jardine House^ (depuis le 17 janvier 2004) [projecteurs/projection]
16. One Exchange Square (depuis le 17 janvier 2004) [projecteurs/projection]
17. Two Exchange Square (depuis le 17 janvier 2004) [projecteurs/projection]
18. Two International Finance Centre^ (depuis le 17 janvier 2004) [laser]
19. One International Finance Centre (depuis le 17 janvier 2004) [laser]
20. The Center (depuis le 17 janvier 2004) [projecteurs LED]

### Seconde phase

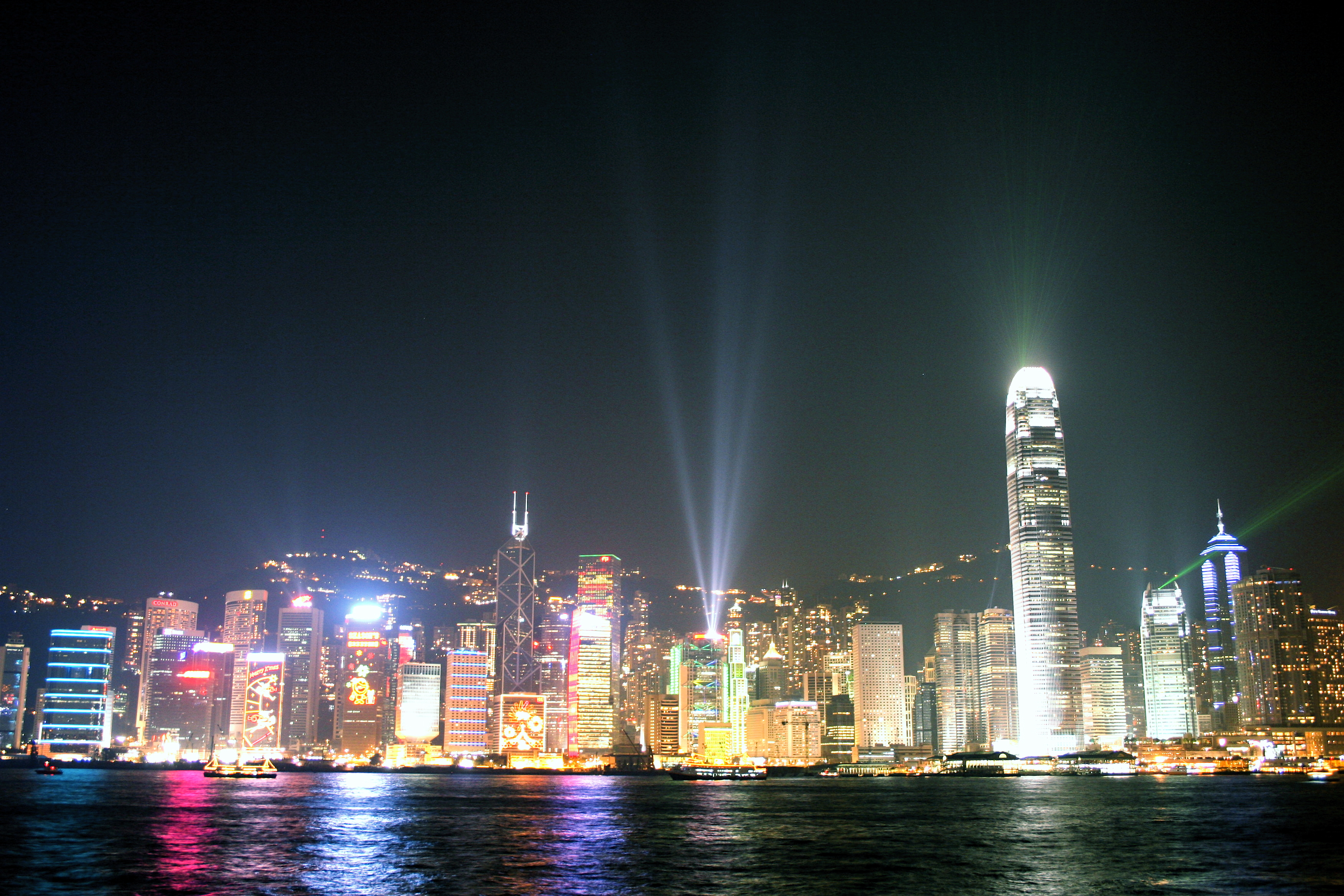

Depuis le 23 décembre 2005, A Symphony of Lights s'est étendue à la péninsule de Kowloon (comme à Tsim Sha Tsui et Hung Hom).
Un bâtiment ajouté sur l'île de Hong Kong :
1. AIA Central (depuis le 23 décembre 2005) [lumières LED]

12 bâtiments ajoutés dans la péninsule de Kowloon, d'ouest en est, notamment :
1. Star House (depuis le 23 décembre 2005) [projection]
2. Centre culturel de Hong Kong^ (depuis le 23 décembre 2005) [projecteurs/projection]
3. One Peking^ (depuis le 23 décembre 2005) [projecteurs]
4. Musée d'art de Hong Kong^ (depuis le 23 décembre 2005) [lumières LED/projecteurs/projection]
5. The Peninsula Hong Kong (depuis le 23 décembre 2005) [simple éclairage]
6. Avenue des Stars (depuis le 23 décembre 2005) [projecteurs/lumières LED]
7. Hôtel Panorama (en)^ (depuis le 23 décembre 2005) [projection]
8. New World Centre^ (depuis le 23 décembre 2005) [projecteurs] (en cours de réaménagement)
9. Tsim Sha Tsui Centre (en) (depuis le 23 décembre 2005) [lumières LED/projecteurs]
10. Empire Centre (en)^ (depuis le 23 décembre 2005) [lumières LED/projecteurs]
11. InterContinental Grand Stanford Hong Kong (depuis le 23 décembre 2005) [simple éclairage]
12. Hong Kong Coliseum (depuis le 23 décembre 2005) [lumières LED/projecteurs/projection]

### Depuis 2007
Deux bâtiments ajoutés sur l'île de Hong Kong, d'est en ouest:
1. Tour de la Bank of America (depuis le 1er mai 2007) [lumières LED]
2. Bâtiment de la Standard Chartered Bank (depuis le 1er mars 2007) [lumières LED]

Neuf ont ajouté dans la péninsule de Kowloon, d'ouest en est (dont le bâtiment officiel de la Gateway Tower 5 combiné) :
1. The Gateway (en) – Harbour City (depuis le 1er mai 2007) [lumières LED/projecteurs]
2. Ocean Terminal – Harbour City (en) (depuis le 26 juin 2007) [projection]
3. Langham Place (en) (depuis le 26 juin 2007) [lumières LED/projecteurs]
4. 26 Nathan Road (en) (depuis le 1er mai 2007) [lumières LED]
5. K11 (depuis le 26 juin 2007) [laser]
6. Harbourview Horizon All-Suite Hotel (depuis le 26 juin 2007) [lumières LED]
7. Harbourfront Horizon All-Suite Hotel (depuis le 26 juin 2007) [lumières LED]
8. EMax (en) (depuis le 26 juin 2007) [projecteurs]
9. Megabox (en) (depuis le 1er octobre 2007) [lumières LED/projecteurs]

### Depuis 2012
Un bâtiment ajouté à Kowloon :

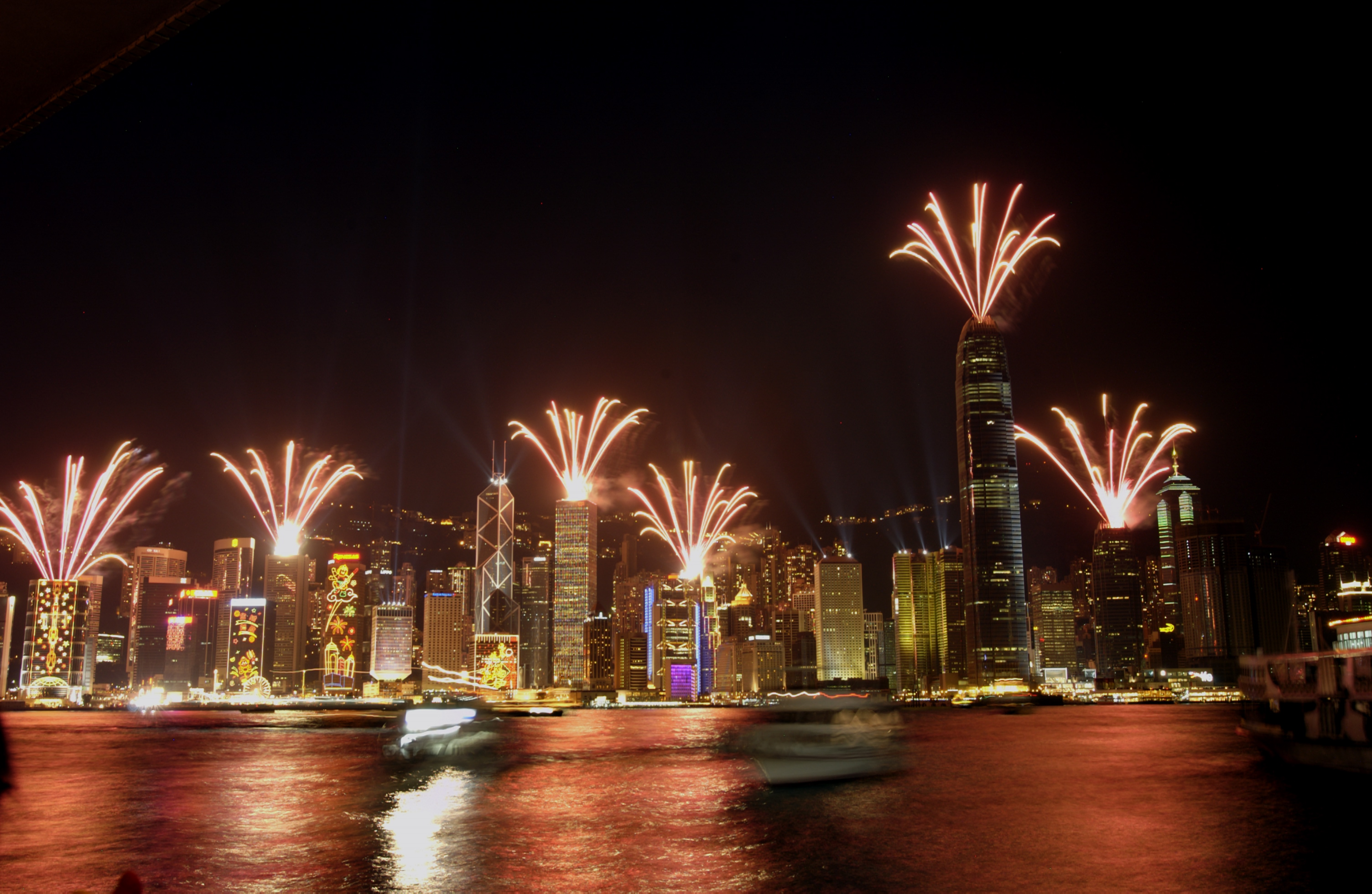

1. International Commerce Centre  (depuis le 1er mai 2012) [lumières LED/laser]

### Depuis 2014
Un bâtiment ajouté sur l'île de Hong Kong :
1. Tour CCB (depuis début 2014) [lumières LED/laser]

Un bâtiment ajouté à Kowloon :
1. Terminal de croisière de Kai Tak (en)  (depuis fin 2014) [projecteurs]

## Compte à rebours du Nouvel An deA Symphony of Lights

### 2007
Pour fêter l'arrivée de l'année 2008, des pièces pyrotechniques ont été ajoutées au spectacle sur les toits des bâtiments participants des deux côtés du port.
De plus, pendant les 20 dernières secondes de l'année 2007 (23:59:40), les deux tours du International Finance Centre commence à tirer des feux d'artifice pyrotechniques depuis sa façade faisant face à Victoria Harbour. Pendant les 2 premières minutes de l'année 2008 (24:00:00), 18 des bâtiments participants des deux côtés du port ont eu un spectacle pyrotechnique thématique, tout comme les deux tours du International Finance Centre, pour fêter l'arrivée de la nouvelle année. Reuters Earth TV diffuse l'émission en direct dans le monde entier ce soir-là.

### 2008
Des milliers de spectateurs se sont rassemblés des deux côtés de Victoria Harbour pour les célébrations du compte à rebours du Nouvel An 2009 à Hong Kong. Avant d'entrer dans la nouvelle année, il y eut un compte à rebours de 60 secondes de lumières LED avec effets pyrotechniques lancés depuis les façades des deux tours du International Finance Centre.

### 2009

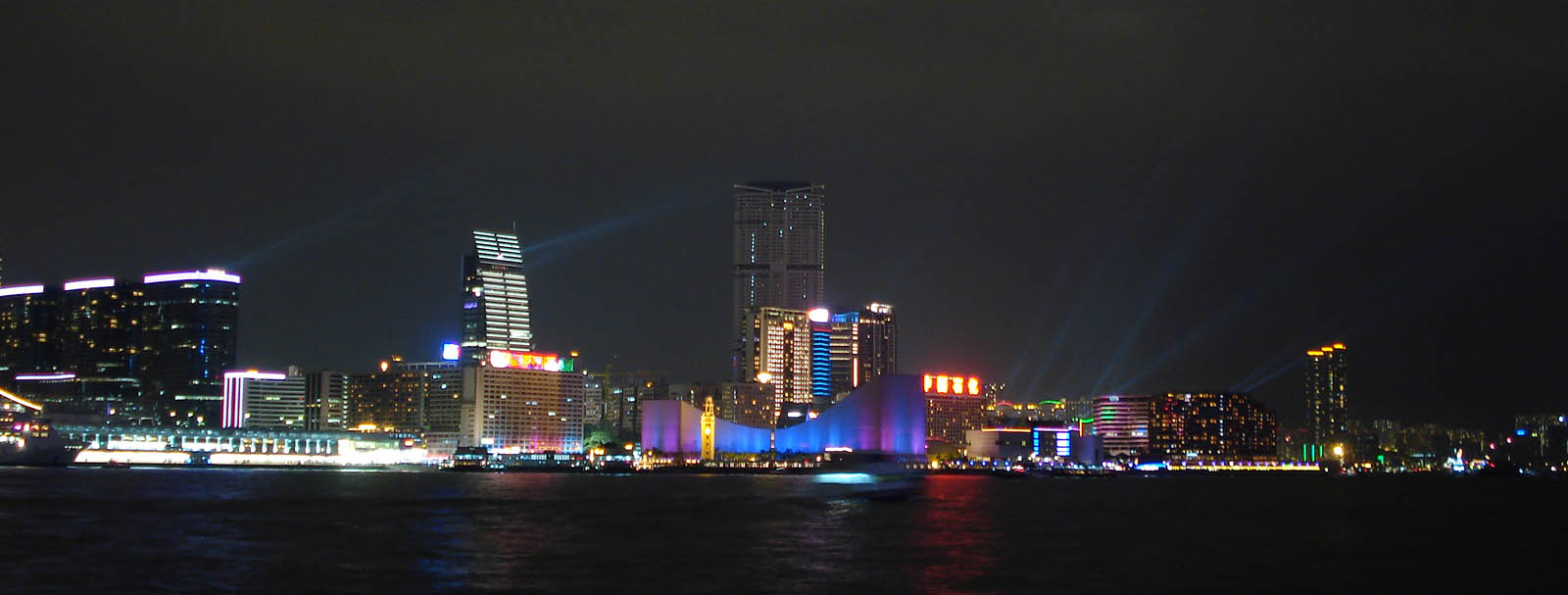

Hong Kong a accueilli 2009 avec un spectacle pyrotechnique de 4 minutes sur 10 bâtiments emblématiques de l'île de Hong Kong. Le spectacle est orchestré avec une chanson thème spéciale écrite et produite par le compositeur Peter Kam pour éclairer Victoria Harbour et signifier une nouvelle année brillante et pleine d'espoir pour Hong Kong et le monde.
Un spectacle similaire est également lancé avant d'entrer dans l'année 2010 (23:59:00), suivi d'un feu d'artifice depuis les façades des deux International Finance Centre.

### 2010
Des activités spéciales de compte à rebours ont lieu avant le début de l'année 2011 (à 23:59:00).

## Lights Out Hong Kong
Lights Out Hong Kong (en) est une campagne pour protester contre la pollution lumineuse de la ville. Les organisateurs de la campagne ont demandé aux habitants d'éteindre leurs lumières pendant 3 minutes à 20 heures le 8 août 2006 en guise de protestation. Cependant, le chef de l'exécutif Donald Tsang a refusé de soutenir la campagne en retardant le spectacle A Symphony of Lights et a déclaré que la campagne pourrait « donner une publicité défavorable de Hong Kong en tant que métropole internationale et attraction touristique majeure ».